# Kieszków
Kieszków – część wsi Jagodzin w Polsce, położona w województwie dolnośląskim, w powiecie zgorzeleckim, w gminie Węgliniec. 
W latach 1975–1998 Kieszków administracyjnie należał do województwa jeleniogórskiego.
Kieszków leży w Borach Dolnośląskich. 